# Kristjan Fajt
Kristjan Fajt, né le 7 mai 1982 à Koper, est un coureur cycliste slovène.

## Biographie
En catégorie junior, Kristjan Fajt se classe 60e du championnat du monde de 2000.
En 2002, il est neuvième de la course en ligne espoirs aux championnats d'Europe. En 2003, il remporte le Tour des régions italiennes et se classe troisième du championnat d'Europe espoirs, derrière Giovanni Visconti et Jérémy Roy. Il abandonne lors de la course en ligne des championnats du monde espoirs.
En 2004, Kristjan Fajt devient professionnel dans l'équipe Tenax, équipe italienne de deuxième division (GSII). Il participe pour la première fois à la course en ligne élites des championnats du monde et abandonne.
En 2006, il rejoint l'équipe continentale slovène Radenska Powerbar. Il est champion de Slovénie du contre-la-montre et remporte le Raiffeisen Grand Prix en 2006, et gagne le Grand Prix Kooperativa en 2007. Aux championnats du monde sur route à Stuttgart, il se classe 59e de la course en ligne et 63e du contre-la-montre.
En 2008, il court chez Perutnina Ptuj. Il est vainqueur d'étape aux Paths of King Nikola et au Tour du lac Qinghai, et se classe deuxième de la Coupe Sels en Belgique. Il prend la 16e place du championnat du monde sur route à Varèse en Italie.
En 2009, il est recruté par l'équipe Adria Mobil. Aux championnats du monde sur route de 2009, à Mendrisio en Suisse, il est 54e de la course en ligne.
En mars 2016, il est contrôlé positif à l'EPO lors de l'Istrian Spring Trophy et suspendu provisoirement. En octobre 2016, il est finalement suspendu jusqu'au 11 janvier 2020.

## Palmarès
- 2002
  - Grand Prix Bradlo
  - 2e de la Gara Ciclistica Montappone
  - 3e du Grand Prix Kranj
  - 3e du championnat de Slovénie sur route espoirs
  - 9e du championnat d'Europe sur route espoirs
- 2003
  - Tour des régions italiennes :
    - Classement général
    - 2e étape

  -  Médaillé de bronze du championnat d'Europe sur route espoirs
  - 3e du Poreč Trophy 3
- 2006 
  -  Champion de Slovénie du contre-la-montre
  - Raiffeisen Grand Prix
- 2007
  - Grand Prix Kooperativa
  - 3e du Grand Prix Hydraulika Mikolasek
- 2008
  - 3e étape des Paths of King Nikola
  - 3e étape du Tour du lac Qinghai
  - 2e des Paths of King Nikola
  - 2e de la Coupe Sels
  - 3e du Tour of Vojvodina I
- 2009
  - 1re étape de l'Istrian Spring Trophy
  - 2e du Tour du Burgenland
  - 3e de Ljubljana-Zagreb
- 2011
  - Ljubljana-Zagreb
  - 3e de la Coupe des Carpates
- 2012
  - Tour of Vojvodina I
  - 2e du Tour of Vojvodina II
- 2013
  - 3e du championnat de Slovénie du contre-la-montre
  - 3e du Grand Prix Kranj
  - 3e du Tour d'Al Zubarah
- 2014
  - 2e du Tour de Slovaquie
  - 2e du Tour d'Al Zubarah
  - 3e du championnat de Slovénie sur route
- 2015
  - 2e du championnat de Slovénie sur route

## Classements mondiaux
| Année           | 2005 | 2006 | 2007 | 2008 | 2009 | 2010 | 2011 | 2012 | 2013 | 2014 | 2015 |
| --------------- | ---- | ---- | ---- | ---- | ---- | ---- | ---- | ---- | ---- | ---- | ---- |
| UCI Asia Tour   |      |      |      | 57e  |      |      |      |      |      | 73e  |      |
| UCI Europe Tour | 682e | 246e | 173e | 117e | 300e | 959e | 253e | 188e | 217e | 204e | 365e |